# Corporation Trust Center

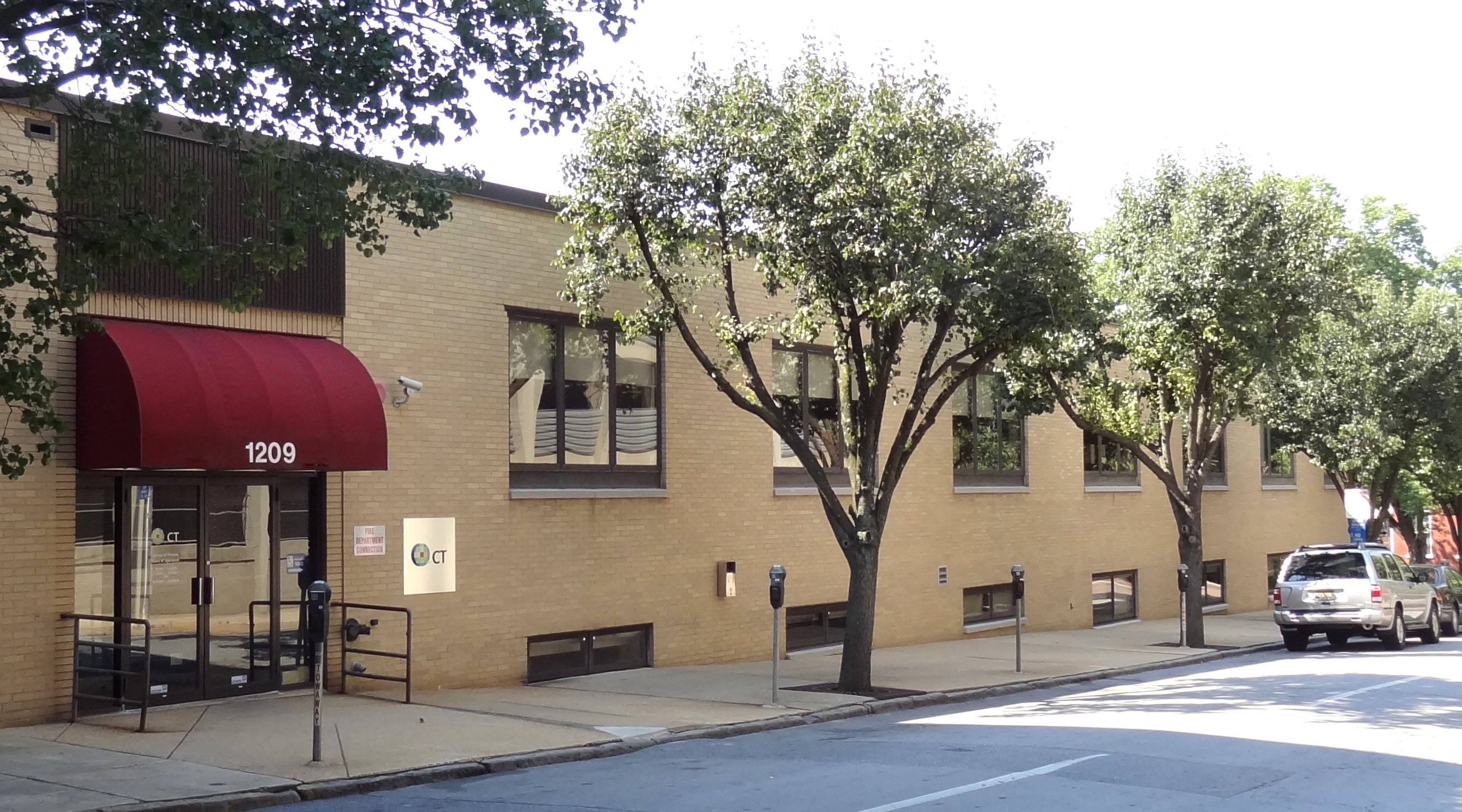
Corporation Trust Center (CT Corporation), Wilmington, Delaware

Das Corporation Trust Center ist ein einstöckiges Haus in der 1209 North Orange Street in Wilmington, Delaware, USA. Das Haus fungierte 2012 infolge des Delaware-Effekts als „Sitz“ von über 285.000 Unternehmen, darunter auch ein Großteil der an Börsen der USA gehandelten Konzerne, die hier Briefkastenfirmen unterhalten.

## CT Corporation
Das Gebäude wird von der CT Corporation (CT Corp) betrieben. Sie vertritt ihre Klienten durch sogenannte Registered Agents und ist eine der größten Anbieter solcher On- und Offshore-Firmendienstleistungen in den USA. Die CT Corporation selbst hat ihren Stammsitz in New York City und ist eine Tochtergesellschaft des niederländischen Konzerns Wolters Kluwer.

## Wirtschaftliche Bedeutung
Zu den im Corporation Trust Center firmierenden Unternehmen gehören unter anderem Allianz SE, Adidas, American Airlines, Apple, Coca-Cola, General Motors, Google, Kentucky Fried Chicken, Lufthansa, Daimler AG, Verizon und Volkswagen. Volkswagen hat hier mehr als zehn Tochterfirmen registriert. Die Deutsche Bank unterhält hier etwa 430 ihrer über 2000 Zweckgesellschaften.
Die durch CT Corp in ihrem Corporation Trust Center vertretenen Briefkastenfirmen repräsentieren beinahe ein Drittel aller in Delaware ansässigen Unternehmen. Insgesamt sollen mehr als die Hälfte der großen Unternehmen weltweit in Delaware Dependancen unterhalten. Für viele dieser Unternehmen ist der Bundesstaat eine Steueroase. Zwar fallen auch hier Abgaben an, viele Arten von finanziellen Einnahmen, insbesondere Royaltys, sind in Delaware (aber auch in Nevada, Wyoming und Oregon) jedoch steuerbefreit. Dies führt zu einer Generierung solcher, in den Ursprungsstaaten steuermindernden Betriebsausgaben der Stammunternehmen zugunsten ihrer in Delaware gegründeten Dependancen.
Allein durch deren große Zahl nahm Delaware im Jahr 2011 dennoch ca. 860 Millionen Dollar an Steuern von den im Staat ansässigen Briefkastenfirmen ein, was einem Viertel seines gesamten Haushalts entsprach. Der damit einhergehende Verlust an Steuereinnahmen allein der anderen US-Bundesstaaten – und entsprechend die Steuerersparnis der beteiligten Unternehmen – soll gleichzeitig mehr als das zehnfache betragen und wird auf 9,5 Milliarden Dollar beziffert.